# 陳泰
陳 泰（ちん たい、? - 景元元年（260年））は、中国三国時代の魏の武将・政治家。字は玄伯。諡は穆侯。豫州潁川郡許昌県（現在の河南省許昌市建安区）の出身。父は陳羣。母は荀氏（荀彧の娘で、荀顗の姉）。子は陳恂・陳温。

## 略歴

### 若き日
父の陳羣は、魏において重要職を歴任した名臣であり、青龍元年（236年）に陳羣が逝去するとその後を継いだ。青龍年間に散騎侍郎、正始年間に游撃将軍に任じられた。
正始5年（244年）、并州刺史・振威将軍・護匈奴中郎将となって異民族の鎮撫にあたり、専ら恩愛によって心を掴んだため、異民族から畏敬された。都の貴族たちが陳泰に財貨を届けて、異民族を奴隷として渡すように頼んだが、陳泰は役所の壁にそれら財物の入った袋を吊るし、放っておいた。後に、中央に召還されて尚書となった時、初めてその袋を返した。
正始10年（249年）、司馬懿が曹爽一派を排斥するため、朝廷内で政変を起こした。陳泰は司馬懿の使者として、許允と共に曹爽の元に赴き、皇帝曹芳を盾にして許昌へ逃れようとしていた曹爽を説き伏せ、降伏するよう勧めた（高平陵の変）。

### 北伐を防ぐ
嘉平元年（249年、曹爽誅殺後に改元）、都督に昇進した郭淮の後任として雍州刺史となり、奮威将軍を与えられた。
同年、蜀漢の姜維が麹山に2つの城を築き、牙門将句安・李歆らに守備を任せ、自身は羌族と共に魏の諸城へ侵攻してきた。征西将軍の郭淮は、陳泰に対応策の相談を行った。陳泰は、益州から麹山までの道が険阻で兵糧の輸送手段に乏しく、また姜維が羌族（当時、蜀軍の労役に駆り出されていた）の人心を得ていないことを指摘し、麹山への輸送路と水路を断って兵糧攻めを行なうことを進言した。また、援軍が来たとしても山道が険阻で容易に兵を動かせる場所ではないため、連携も取りづらいだろうと合わせて述べた。郭淮はそれらの進言を容れ、陳泰に討蜀護軍の徐質、南安太守の鄧艾らを統率させた。陳泰は、軍を進めて敵軍を包囲し、その運送路と城外の流水を断ち切った。句安らが戦いをいどんでも応戦を許さなかったので、蜀の兵士は困窮し、食糧を配分し水の代わりに雪を集めて月日を引き伸ばした。その後、姜維は予想どおり救援のため到来し、牛頭山から出て陳泰と対峙した。
陳泰は、各軍に各自の砦を固めて戦いを交えてはならぬと命令した。使者をやって郭淮に進言し、自分は南方に進んで白水を渡り、水路に沿って東へ向かうつもりだから、郭淮は牛頭へ向かい、その退路を断ち、句安らだけでなく姜維も合わせて捕えるべきだと述べた。郭淮はその策に賛成し、諸軍をひきいて洮水に軍を進めた。姜維は恐れて逃走したので、句安らは孤立無援となり、かくて全員降伏した。
嘉平4年（252年）、并州と連携して蛮族を討ちたいと司馬師に申し入れ、容れられた。だが雁門郡と新興郡において、徴兵を嫌った民の反乱を招いた。司馬師は承認した自らの過失であるとし、陳泰の責任は問わなかった。
嘉平5年（253年）、姜維が数万の軍勢を率いて北伐を敢行し、南安を包囲した。陳泰は郭淮と共に、関中の軍を率いて救援に向かった。姜維は増援の来襲を知ると撤退した。

### 狄道の戦い
正元2年（255年）、逝去した郭淮に代わり、征西将軍・仮節・都督雍涼諸軍事に昇進した。同年、姜維と夏侯覇が祁山・石営・金城の三カ所へ侵攻した。陳泰の後任の雍州刺史王経は三つの軍それぞれで迎撃することを提案したが、陳泰は蜀軍が三つの街道全てを進むことはないと判断し、また兵力の拡散を防ぐべきだと考えた。そこで、王経を先発させて狄道に駐屯させ、陳泰率いる本軍が陳倉を通って挟撃する作戦に出た。ところが、王経の軍は古関で蜀軍と鉢合わせし、その混乱で大敗して数万の兵を失い、しかも姜維の本隊に追われ、狄道城内に包囲されてしまった。陳泰は、王経が合流地点に到着していないことから変事を察知し、上邽に本軍を駐屯させ、鄧艾・胡奮・王秘らの援軍と共に隴西へ進軍した。
鄧艾は「姜維の軍は先勝したことで士気を揚げ、隴西は混乱しております。ここは狄道を捨ててでも、隴西を鎮撫すべきです」と主張した。しかし陳泰は「姜維が更に東進して、四郡（隴西・天水・南安・略陽）や関中を攻略すれば、それは確かに我が方の脅威だ。しかし、今、姜維は城攻めを行なっている。兵卒は鋭気を挫かれ、食糧も欠乏する頃だ。今が攻める機会なのだ。それに侵略者も、籠城する友軍も、どちらも放っておく訳にはいくまい」と言って退け、軍を狄道城へ進めた。夜半に狄道城の東南の山へ登った魏軍は、盛大に烽火を上げ、太鼓と角笛で援軍の到着を知らせた。このことで狄道城の将兵が大いに鼓舞され、逆に蜀は魏の予想以上の速攻に驚き、戦意を喪失した。陳泰は、この辺りの山道が深く険しかったので、姜維は必ず伏兵を設けていると考え、一部の兵に南道を通るふりをさせ、本隊には間道よりひそかに行動させた。姜維は予期どおり三日の間、南道に伏兵を置いていた。突然陳泰の軍が南に姿を現わしたのを見ると、姜維はそこで山によりそいながら突撃してきた。姜維は陳泰と交戦するも、敗れて後退したため、陳泰は金城を通って南に向かい沃干阪に到着した。ここで陳泰は王経と情報を交換し、共に連携を取り合いながら帰路に向かうことにした。姜維らはそれを聞くと諦めて包囲していた軍を退かせたため、城中の将兵は外に出ることができた。姜維が撤退した後、王経は陳泰に「援軍があと十日も遅れていたら、狄道城だけでなく一州全てが陥落していたでしょう」と語った。
陳泰は、王経が城を包囲された時、王経配下の将兵はみな士気が高く城を固守する力を十分持っていると判断し、早急に狄道城に救援に向かう旨の上奏文を奉った。大多数の者の意見は、王経には城を守る力はなく、すぐに逃走するであろうから救援に行くのは無益である、それよりも、姜維が涼州への交通路を遮断し、四郡の人民と異民族を集めることで、関・隴の要害を占拠されてしまう危険を考慮して、味方の軍が十分に集結してからこれの迎撃に当たるべきだ、というものだった。司馬昭は「諸葛亮が昔これと同じ事を考えていたが、結局実現できなかった。ましてや姜維の手に負える仕事ではない。それに城攻めは、陥落させるより食糧不足の方が問題になる。大軍の集結を待たずに城に急行した征西将軍（陳泰）の判断は正しかった」と、その行動を称えた。
一方面で事変が起こると噂だけで天下を揺り動かす事態を招くと考え、手軽に事件を報告できるよう、駅伝を使って文書を送ることを提案した。司馬昭は荀顗に、「玄伯（陳泰）は沈着勇武、決断力がある。重任を担い、今にも陥落しそうな城を救援しながら、兵力増強を要請せず、また簡便な方法で事件の報告をすることを願ったのは、必ず賊を処理できるからである。都督や大将とはこうであるべきだ」と語った。

### その後
中央に召還されて尚書右僕射となり、官吏の選抜を担当した。さらに侍中・光禄大夫の官位を加えられた。
甘露元年（256年）、呉の大将軍孫峻が淮水・泗水の地域に進出すると、陳泰は鎮軍将軍・仮節都督淮北諸軍事に任命され南に向かった。徐州の監軍を指揮し、呉に対しての守りを固めた。孫峻が退くと軍を退いて中央に戻り、尚書左僕射に転任した。
甘露3年（258年）、司馬昭の専横に反発した諸葛誕が寿春において反乱を起こした。司馬昭は鎮圧のため、二十万を超える軍勢を率いて丘頭に陣を置いた。陳泰はそこで行台（臨時の尚書省）を取り仕切った。前後に渡る功績により加増を受けて食邑2600戸となり、子弟1人に亭侯、2人に関内侯の位を賜った。
景元元年（260年）に死去。司空を追贈され、穆侯と諡された。子の陳恂が後を継いだ。
陳恂が亡くなると継嗣がなく、その弟の陳温が後を継いだ。咸熙年間、陳泰の功績は改めて評価され、陳温は慎子の爵位に封ぜられた。その後、陳羣・陳泰の子孫の名声・官位は衰えたと伝わる。

## 陳泰と曹髦
『三国志』注に裴松之が引く諸史書では、曹髦（高貴郷公）が司馬昭の誅殺を図って挙兵し殺された事件（甘露の変）について、陳泰がどのような反応を示したかを載せている。
干宝の『晋紀』では、曹髦が殺害された後、司馬昭が朝臣を集めて相談したが、陳泰だけは出席しなかった。そこで、陳泰の叔父の荀顗を遣わして、自分たちに理があることを説明させた。しかし、陳泰は「世人は私と叔父上を比べていますが、今（殺された帝に対して忠節を保っているという点で）叔父上は私に敵いません」と言っただけだった。それでも、周囲の人々から強いられて、涙を流して参内した。司馬昭は密室で陳泰と二人きりになると、「私はどうすればいいだろうか」と尋ねた。陳泰は「（曹髦を殺した）賈充を斬り、天下に謝罪なされよ」と答えた。司馬昭が「別の手段を考えてはくれぬのか」と食い下がったが、陳泰は「私は、ただこれを進言しに参ったのです。別の手段など存じません」と答えるのみだった。司馬昭はそれ以上何も言わなかった。
『魏氏春秋』では、帝（曹髦）が崩じた時、司馬孚と陳泰は、帝の遺体を腿に枕させて哭泣の限りを尽くした。そこへ司馬昭が参内したため、陳泰は彼に向かって泣いたとあり、以下、『晋紀』と同じようなやりとりが記載されるが、この会見の後に「かくして（陳泰は）血を吐いて亡くなった」との記述が付加されている点が大きく異なる。
これらを受けたと思しき『世説新語』では、司馬昭が賈充の処刑に対して「それ以下で済む方法はないか」と言ったところ、陳泰は「それ以上の方法（司馬昭の死を指すとされる）はあっても、それ以下はあり得ません」と答えたとされ、その注に引く『漢晋春秋』によれば、司馬昭に相談された陳泰は「公（司馬昭）の帝を補佐する功績は古人に並び、後世に伝わるであろうと思っておりましたのに、君主を殺害する事件が起きたのは残念なことです。すぐに賈充を斬れば、自らの明かしを立てることができましょう」と進言するも、同様に司馬昭に賈充の処刑を拒否され、自殺した。
『晋紀』『魏氏春秋』の記述について、裴松之は『晋紀』では陳泰の官位が「太常」とされているが、陳泰は太常に就任したことはない、また『魏氏春秋』も既存の内容の焼き直しであると批判した。

## 評価
『三国志』の編者陳寿は、「桓二陳徐衛盧伝」の評で陳泰を、「広く世を救い、極めて慎ましく潔い人柄であり、誠によく父業を受け継いだ」と賞賛した。
陳泰と親交のあった武陔は「道理に通じて行ないが正しく、大らかで寛達とした人柄で、天下の教化を己の責務とする点では司空（陳羣）が勝る。しかし、優れた統率力を備えて要を得ること、功績を打ち立てるという点では、玄伯（陳泰）が勝る」と評した。
曽祖父の陳寔、祖父の陳紀も名声高かったが、陳羣・陳泰父子は彼ら以上に栄達した。しかし陳泰伝注の『博物紀』によるとその徳は次第に衰え、「公（陳羣・陳泰）は卿（陳紀）に劣り、卿は長（陳寔）に劣る」と言われたとされる。
東晋の袁宏の「三国名臣序賛」（『文選』所収）では魏の9人、蜀の4人、呉の7人が名臣として賞賛されており、その中に陳羣とともに名を挙げられている。